# Dinn Corporation
Dinn Corporation was een Amerikaans bedrijf dat houten achtbanen produceerde. Het bedrijf was opgericht door Charles Dinn in 1983.
Het bedrijf werd gesloten na een geschil bij het bouwen van Pegasus in de Efteling in 1991. Dit was de laatste achtbaan die dit bedrijf heeft gemaakt.
Charles Dinn's zoon Jeff, dochter Denise, en schoonzoon Randy Larrick opende in 1992 Custom Coaster International die de productie van houten achtbanen voortzette.

## Gebouwde achtbanen

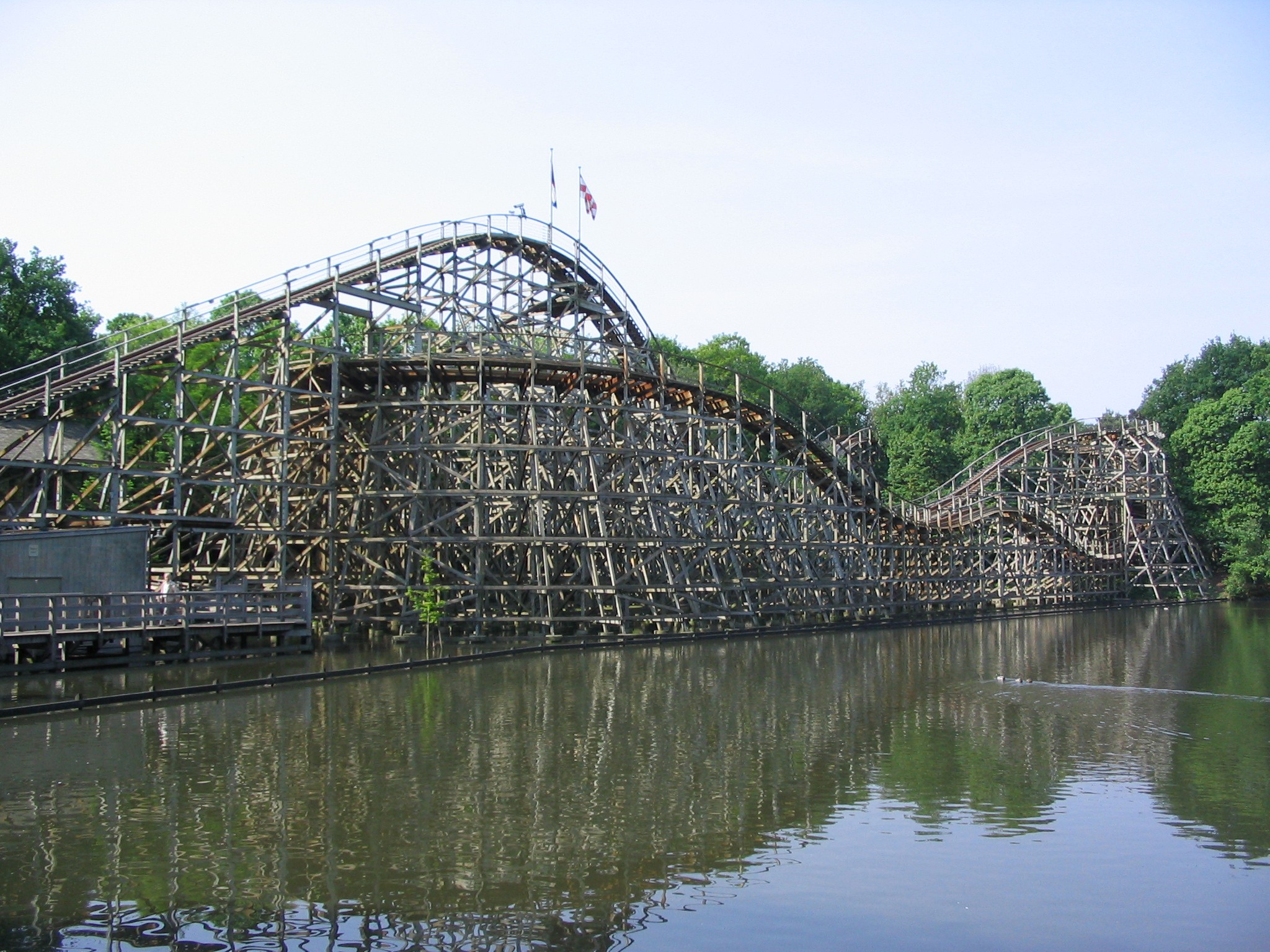
De Pegasus in de Efteling

| Naam              | Pretpark                        | Jaar van opening | Opmerking                          |
| ----------------- | ------------------------------- | ---------------- | ---------------------------------- |
| Georgia Cyclone   | Six Flags Over Georgia          | 1990             |                                    |
| Hercules          | Dorney Park & Wildwater Kingdom | 1989             |                                    |
| Mean Streak       | Cedar Point                     | 1991             | Gesloten (2016)                    |
| Pegasus           | Efteling                        | 1991             | Gesloten (2009)                    |
| Predator          | Darien Lake                     | 1990             |                                    |
| Psyclone          | Six Flags Magic Mountain        | 1991             | Gesloten (2007)                    |
| Raging Wolf Bobs  | Geauga Lake's Wildwater Kingdom | 1988             |                                    |
| Texas Giant       | Six Flags Over Texas            | 1990             |                                    |
| Thunder Run       | Kentucky Kingdom                | 1990             | Heropend in 2014                   |
| Timber Wolf       | Worlds of Fun                   | 1989             |                                    |
| The Wild One      | Six Flags America               | 1986             | Verplaatste achtbaan Giant Coaster |
| Wolverine Wildcat | Michigan's Adventure            | 1988             |                                    |